# IC 4490
IC 4490 је двојна звијезда у сазвјежђу Кентаур која се налази на листи објеката дубоког неба у Индекс каталогу.
Деклинација објекта је - 36° 10' 23" а ректасцензија 14h 45m 21,5s. IC 4490 је још познат и под ознакама ESO 386-**17.